# 阿爾特施泰滕
阿爾特施泰滕（德語：Altstätten）是瑞士的城鎮，位於該國東北部，由聖加侖州負責管轄，面積39.11平方公里，海拔高度465米，2018年12月31日人口为11,730，其中六成居民信奉羅馬天主教。